# Марино Баждарић
Марино Баждарић (Ријека, 25. новембар 1978) је бивши хрватски кошаркаш. Играо је на позицији крила.

## Каријера
Каријеру је почео у екипи Ријеке (тада под именом Кроација лајн Ријека и Триглав осигурање) за коју је наступао до 2002. године. Био је најбољи стрелац Јадранске лиге у сезони 2001/02. Касније је играо у екипама Унион Олимпије и Цибоне а провео је и три сезоне у шпанској Менорци. Од 2010. до 2014. је наступао за Цедевиту, која му је и последњи клуб у каријери.

## Репрезентација
Са репрезентацијом Хрватске је наступао на Европском првенству 2003. у Шведској.